# DJ Paul

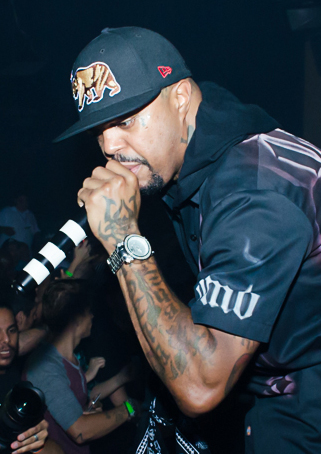
DJ Paul (2015)

DJ Paul (* 1977 in Memphis, Tennessee; eigentlich Paul Duane Beauregard) ist ein US-amerikanischer Rapper und Musikproduzent. Er ist eine Hälfte und Gründungsmitglied der Rap-Gruppe Three 6 Mafia. Zudem gewann er einen Oscar als „Best Original Song“ für It’s Hard out Here for a Pimp zum Film Hustle and Flow.

## Leben
DJ Paul begann seine musikalische Karriere als DJ, Produzent und Rapper Anfang der 1990er Jahre in seiner Heimat Memphis. Er war zusammen mit seinem Bruder Lord Infamous (Ricky Dunigan) Mitglied des Duos The Serial Killaz. Sie begannen Demo-CDs in ihrer Nachbarschaft, der Schule und lokalen Geschäften zu verteilen. Ihr erstes Album hieß Portrait Of A Serial Killa und wurde 1992 veröffentlicht. Gleichzeitig brachte DJ Paul zudem Solo-Mixtapes (z. B. Klassiker wie Volume 12 (Pts. 1 and 2), Volume 15: For You Niggaz Wit’ Anna und Volume 16: 4 Da Summa of ’94) heraus.
DJ Paul machte sich schnell einen Namen als einer der besten DJs und Produzenten im Süden von Memphis und hörte von einem anderen Künstler, der zu der Zeit den Norden von Memphis aufmischte, Juicy J (Jordan Houston). Sie trafen sich, hörten Mixtapes voneinander an und merkten schnell die Parallelen, die zwischen ihrer Musik lagen, und beschlossen schließlich ihre Sounds zusammenzubringen und die „Supergruppe“ The Backyard Posse (später bekannt als Triple Six Mafia) zu gründen. Sie fingen an, dunkle, gruselige Songs mit viel Bass zu schreiben, und luden viele spätere Backyard-Posse-Mitglieder ein, zusammen mit ihnen auf diese Songs zu rappen.
1994 namen Triple Six Mafia eines der heute größten Underground Alben auf, Smoked Out Loced Out. Das Album war geprägt von Hardcore Beats zusammen mit Texten über Gewalt, Drogen und Sex. 1995 änderte die Gruppe, welche nun aus elf Mitgliedern (u. a. Lord Infamous, Crunchy Black und Koopsta Knicca) bestand, ihren Namen in Three 6 Mafia und veröffentlichte ihr Debüt-Album Mystic Stylez. Durch den großen Underground-Erfolg dieses Albums unterschrieben Three 6 Mafia einen Plattenvertrag und gründeten ihr eigenes Label Hypnotize Minds.
Bis Ende der 1990er Jahre brachte die Gruppe eine Vielzahl an Alben heraus, welche ihren Höhepunkt als Platz 6 in den Billboard Charts für das Album When The Smoke Clears fanden.
Zusammen mit Juicy J nahm DJ Paul großen Einfluss auf die Rap-Industrie und wurde zur wichtigsten Person im Aufstieg des South Hip Hop auf die Ebene der East und West Coast Musik. Unter seiner Führung wurde Three 6 Mafia von einem kleinen Underground-Phänomen zu einem nationalen Imperium.
Heute produziert er neben Three 6 Mafia und seinen Solo-Alben vor allem seine Entdeckungen Project Pat, Gangsta Boo und La Chat, aber auch Alben bekannter Künstler wie Ludacris, T.I., Young Buck, Mike Jones, Ying Yang Twins und anderen.

## Diskografie

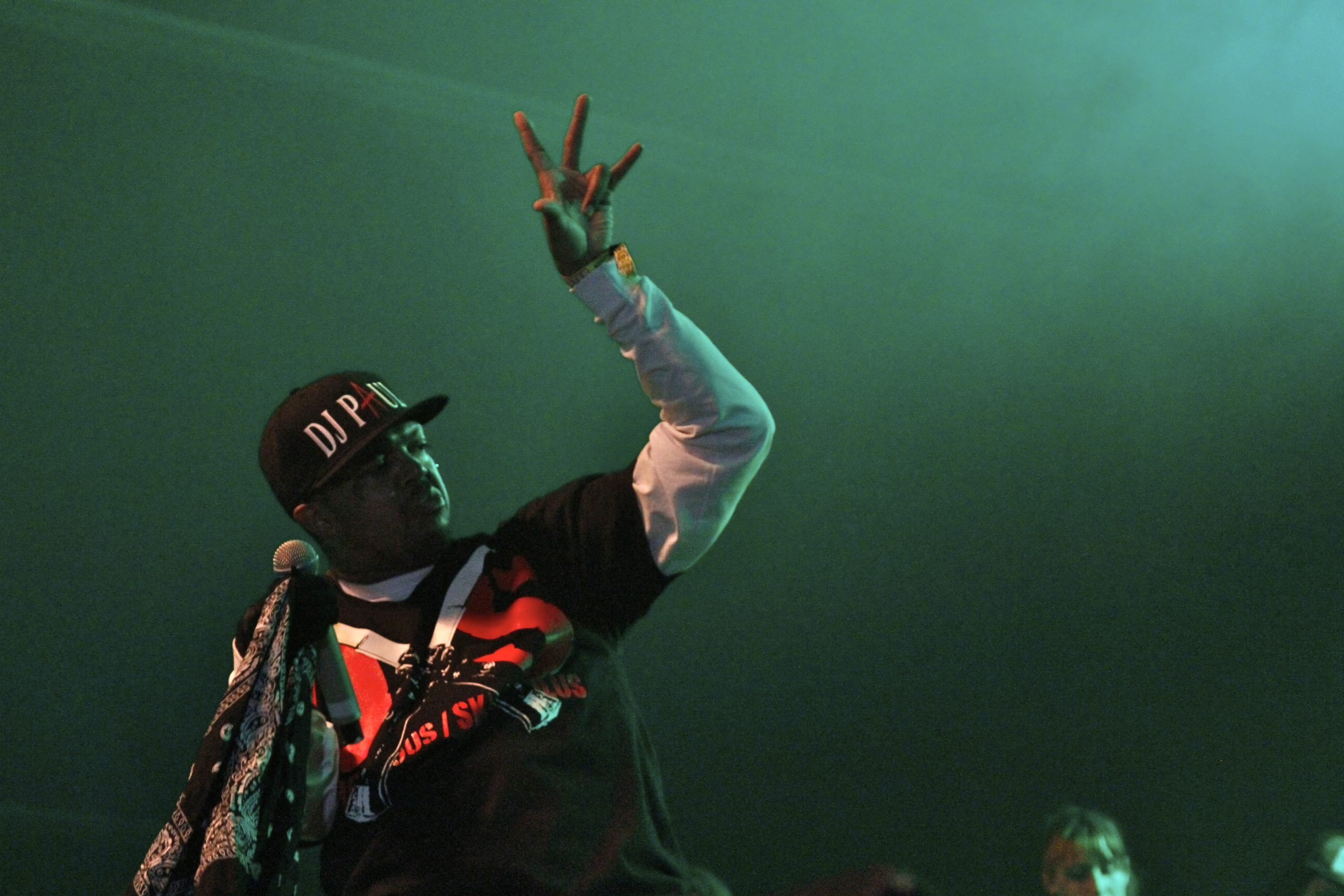
DJ Paul (2007)

- 2002: Underground Volume 16: For Da Summa
- 2009: Scale-A-Ton
- 2011: Too Kill Again: The Album
- 2012: A Person of Interest

### Mixtapes
- 2009: The Weigh In / DJ Scream
- 2010: Too Kill Again Mixtape / DJ Scream & DJ Whoo Kid
- 2012: For I Have Sinned / DJ Scream & DJ Black

### Underground Alben
- 1991: DJ Paul: Vol. 1
- 1991: DJ Paul: Vol. 2
- 1991: DJ Paul: Vol. 3
- 1991: DJ Paul: Vol. 4
- 1991: DJ Paul: Vol. 5
- 1992: DJ Paul: Vol. 6
- 1992: DJ Paul: Vol. 7
- 1992: DJ Paul: Vol. 8
- 1992: DJ Paul: Vol. 9
- 1992: DJ Paul: Vol. 10
- 1993: DJ Paul: Vol. 11
- 1993: DJ Paul: Vol. 12
- 1993: DJ Paul: Vol. 12 Part 2
- 1993: DJ Paul: Vol. 13
- 1993: DJ Paul: Vol. 14
- 1994: DJ Paul: Vol. 15: For You Niggaz Wit’ Anna
- 1994: DJ Paul: Vol. 16: 4 Da Summa of '94
- 1994: DJ Paul: Greatest Hits
- 1995: DJ Paul: Greatest Hits Part 2

### Mit Lord Infamous
- 1992: DJ Paul and Lord Infamous: Portrait Of A Serial Killa
- 1993: DJ Paul and Lord Infamous: Da Serial Killaz
- 1994: DJ Paul and Lord Infamous: Come With Me 2 Hell
- 1995: DJ Paul and Lord Infamous: Come With Me 2 Hell Part 2

### Mit Juicy J
- 1993: DJ Paul and Juicy J: Vol. 1 Da Beginning
- 1994: DJ Paul and Juicy J: Vol. 2 Da Exorcist
- 1995: DJ Paul and Juicy J: Vol. 3 Spring Mix

### Musik Videography
- U Don’t Want It w/ Lord Infamous
- She Wanna Get High w/ Lord Infamous
- Wanta Be Like You
- Fuckboy/Im Drunk (Remix) w/ Lil Wyte
- Hi Way (I’m Gone) w/ Montana Trax
- Gimme Yayo w/ Miscellaneous
- Buy My Old Shit
- Lose It w/ Lil Wyte
- Ima Show My... w/ Mac Butta & Reno
- I’m Lookin For It w/ Lion Heart & Partee